# Bernd Thijs
Bernd Thijs (Hasselt, 28 giugno 1978) è un allenatore di calcio ed ex calciatore belga, di ruolo centrocampista, tecnico in seconda del Győri ETO.

## Carriera

### Club
Cominciò la sua carriera professionistica nel 1995 nello Standard Liegi.
Nel 2000 si trasferì al Genk e con il club si laureò campione di Belgio nel 2002.
Dopo una parentesi al Trabzonspor nel 2004, venne acquistato dalla compagine tedesca del Borussia Mönchengladbach.
Con la retrocessione della squadra nel 2007, Thijs ha firmato con i belgi del K.A.A. Gent in data 27 luglio 2007.

### Nazionale
Con il Belgio ha disputato in tutto 6 partite e partecipò al campionato del mondo 2002.

## Palmarès

### Club

#### Competizioni nazionali
- Campionato belga: 1

Genk: 2001-2002